# Libor Hejtmánek
Libor Hejtmánek (* 1974) je magik, gnostik, mystik, okultista a jeden z čelných představitelů moderního satanismu v České republice.

## Biografie
V roce 1994 se stal členem Církve Satanovy a od roku 1996 začal úzce spolupracovat s její Pražskou pobočkou. V následujících letech se intenzivně podílel na propagaci moderního satanismu. V roce 2005, poté, co Jiří Big Boss Valter rezignoval na svojí funkci v Církvi Satanově, se podílel na její transformaci. Je jedním ze zakládajících členů Prvního česko-slovenského chrámu církve Satanovy a člen Rady 13.
Libor Hejtmánek f. Pluto v P. Č-S. CH. C. S. dosáhl 6. stupně zasvěcení (Pán meče – kněz II. stupně). Je spoluautorem několika publikací věnovaných satanské magii a Temnému mysticismu. Mimo to sepsal množství článků o magii a mystice. Své myšlenky nejčastěji prezentuje v časopise The Abyss, který od roku 1997 vydává Pražský Templ. Pán meče Libor Hejtmánek rovněž popsal několik magických rituálů věnovaných satanským invokacím a destruktivní magii. Od roku 2000 se zabývá praktickou mystikou. Mezi lety 2007 až 2012 úspěšně absolvoval náročný pětiletý magický výcvik. Od roku 2010 se rovněž věnuje studiu takzvaného HOODOO. V roce 2011 byl jedním ze základních členů Gnostického bratrstva pramene čisté nevázanosti. V roce 2015 byl vysvěcen na gnostického kněze.
Mezi lety 2003 a 2013 společně s Pavlem Brndiarem Tau-Paulus (dříve f. Archechempe), Petrem Krabsem f. Samaelem a dalšími adepty magie rozšířil a zdokonalil okultní techniky sloužící ke snovému putovaní do Hypnova chrámu poznání.

## Záliby
K jeho zálibám patří kromě magie a mystiky také filozofie, zejména východní nauky, a sport. Do roku 2010 se rovněž věnoval kulturistice.